# Преподобни Лаврентије
Преподобни Лаврентије је православни светитељ из 18. века. 
Био је родом из града Мегаре у Атици. Родитељи му били побожни, и звали су се Димитрије и Киријакија. Оженио се девојком по имену Васила, и с њом имао два сина, Јована и Димитрија. 
Према предању три пута у сну сањао Пресвету Богородицу, која му је рекла да оде на острво Саламину и тамо сагради храм на темељима срушеног. После трећег виђења Богородице отишао у Саламину. Тамо се замонашио и узео име Лаврентије. Више година радио је на изградњи и обнови Светог манастира уз помоћ благочестивих хришћана. Новоосновани манастир је добио име Фанеромени или Неофанеиса.
Свети Лаврентије је рукоположен у чин јеромонаха и постао игуман манастира. Свој свети живот провео је уз строги пост, бденије и доброчинства. Своју побожност је пренео на чланове своје монашке породице. Његова жена кренула је за њим и прихватила усамљенички живот под именом Васијани. Један од његових синова, по свему судећи, Јован по угледу на њега, рукоположен је у јеромонаха са именом Јоаким и наследио је свог оца као игуман
У својим позним годинама Лаврентије, је напустио свој манастир и упутио се јужно од њега, на стрмо и неприступачно брдо. Тамо је живео у малој и скромној келији малих димензија коју је посветио пророку Илији. У овој испосници, некадашњи игуман манастира Фанеромени исклесао је стену и сакупљао кишницу за своје потребе, хранећи се травама стеновите планине. Ту је доживео пустињачки мир, примао и тешио болесне, лечио болесне до краја живота.
Умро је 7. марта 1707. године, не стигавши да види богату иконографију цркве манастира која је довршена за време игуманств његовог сина јеромонаха Јоакима. Његове свете мошти се чувају у Ђаконику саборног храма Св. Харалампија манастира Фанеромени.